# Acantholipes affinis
Acantholipes affinis là một loài bướm đêm trong họ Erebidae.